# 姜家店朝鲜族乡
姜家店朝鲜族乡（中国朝鲜语：／）是中华人民共和国吉林省通化市柳河县下辖的一个民族乡。

## 行政区划
姜家店朝鲜族乡下辖以下村级行政区划单位：
姜家店村、河南村、五星村、曙光村、船口村、三合村、前川村、二股流村、腰牌村和四家子村。